# Роос, Матильда
Ловийса Матильда Роос, псевдоним М. РС. (швед. Mathilda Roos; 2 августа 1852 года, Стокгольм — 17 июля 1908 года, Дандерюд) — шведская писательница. Автор произведений для детей и юношества.

## Биография
Ловийса Матильда Роос родилась 2 августа 1852 года в Стокгольме. Её родителями были майор артиллерийского полка Мальт Леопольд Роос (Malte Leopold Roos, 1806-1882)  и Матильда  Беата Меурк (Mathilda Beata Meurkрод, род. 1821). Матильда Роос получила домашнее образование, потом училась в стокгольмской школе для девочек Åhlinska skolan. Оставаясь незамужней, она жила с сестрой Анной, иногда  с  Laura Fitinghoff, с которой построила дом в богатом пригороде Stocksund Стокгольма, ставший позднее женским домом отдыха.
Романы Роос обычно описывают жизнь женщин в современном писательнице обществе. Роос не боялась касаться запретных тем, включая лесбийскую любовь, описанную в её романе  в «Den första kärleken» («Первая любовь»). Религиозный кризис 1880-х годов отразился на тематике произведений Роос. В романе «Hvit Heather» она описывает тяжелые условия жизни шведской учительницы.
Поднятая писательницей проблема в дальнейшем способствовала принятию шведским правительством мер для значительного улучшения условий жизни учителей. В книге  «Ett ord till fröken Ellen Key och till den svenska kvinnan» Матильда Роос, вслед за писательницей Эллен Кей, касалась вопросов прав и обязанностей женщин, вопросов о женском труде, о взаимных отношениях старого и молодого поколения, о материнском чувстве,  взаимодействии личности и общества.
Матильда Роос умерла 17 июля 1908 года в городе Дандерюд.

## Избранные произведения
- Vårstormar: roman. Stockholm: Hæggström. 1883. Libris 12755378
- Berättelser och skizzer. Stockholm: Hæggström. 1884. Libris 11828893
- Hårdt mot hårdt : berättelse. Stockholm: Bonnier. 1886. Libris 17419073
- Höststormar: berättelse. Stockholm: Bonnier. 1887. Libris 12755374
- Lifsbilder: berättelser. Stockholm: Bonnier. 1888. Libris 8222515
- Familjen Verle: en skildring. Stockholm. 1889. Libris 17062548
- Saulus af Tarsus: en själs historia. Stockholm: Bonniers. 1890. Libris 8203402
- Genom skuggor: en nutidsskildring. Stockholm: Bonnier. 1891. Libris 17062577
- Oförgätliga ord: ett minne. Stockholm. 1891. Libris 13489421
- Strejken på Bergstomta: en skildring ur lifvet. Stockholm: Lundholm. 1892. Libris 8222516
- Helgmålsklockan: skildring från Norrland. Stockholm: Bonnier. 1896. Libris 8233750
- Karin Holm: en berättelse för mödrar. Stockholm: Fost.-stift. 1896. Libris 8222997
- Skepp som förgås i stormen: berättelse (2. uppl.). Stockholm: Bonnier. 1896. Libris 8221533
- Från norrskenets land: sägner och tilldragelser. Stockholm: Bonnier. 1897. Libris 8222760
- Hägringar: berättelser. Stockholm: Schedin. 1898. Libris 18583809
- Hvad Ivar Lyth hörde i fängelset: berättelse (2 uppl.). Stockholm: Schedin. 1898. Libris 8222761
- De osynliga vägarna. Stockholm: Bonnier. 1903-1904. Libris 8228831
- En springande gnista och andra berättelser. Stockholm: Bonnier. 1906. Libris 8222413
- Hvit ljung. Stockholm: Bonnier. 1907. Libris 8222415
- Maj: en familjehistoria : prisbelönt vid Iduns stora romanpristäfling år 1905. Iduns romanbibliotek, 99-3111059-7 ; 43. Stockholm: Idun. 1907. Libris 8235335
- En moders dagbok och andra berättelser. Stockholm: Bonnier. 1908. Libris 8222412
- När bladen falla: dikter. Stockholm: K. F. U. K. 1909. Libris 1617016